# Злести
Злести (на македонска литературна норма: Злести) е село в община Дебърца на Северна Македония, разположено в едноименната котловина Дебърца.

## География
Селото е в Долна Дебърца, част от котловината Дебърца между Илинската планина от изток и Славей планина от запад.

## История
В местността Ращани край Злести е разкрита раннохристиянската и средновековна базилика „Света Богородица Пречиста“. Край нея в 2000 - 2009 година е изграден Злестинският манастир.
В XIX век Злести е българско село в нахия Дебърца на Охридската каза на Османската империя. В „Етнография на вилаетите Адрианопол, Монастир и Салоника“, издадена в Константинопол в 1878 година и отразяваща статистиката на населението от 1873 година Злести (Zlesti) е посочено като село с 80 домакинства с 232 жители българи. Църквата „Свети Георги“ е изградена в 1892 година. Според Васил Кънчов в 90-те години Злести има 90 къщи. Според статистиката му („Македония. Етнография и статистика“) от 1900 година Злести е населявано от 530 жители, всички българи християни.
На Етнографската карта на Битолския вилает на Картографския институт в София от 1901 година Злести е чисто българско село в Охридската каза на Битолския санджак с 80 къщи.
В началото на XX век цялото население на селото е под върховенството на Българската екзархия. По данни на секретаря на екзархията Димитър Мишев („La Macédoine et sa Population Chrétienne“) в 1905 година в Злести има 520 българи екзархисти.
При избухването на Балканската война 6 души от Злести са доброволци в Македоно-одринското опълчение.
Според преброяването от 2002 година селото има 294 жители.
| Националност | Всичко |
| македонци    | 291    |
| албанци      | 0      |
| турци        | 0      |
| роми         | 0      |
| власи        | 0      |
| сърби        | 3      |
| бошняци      | 0      |
| други        | 3      |

## Личности
Родени в Злести
- Ванче Наумов Петрев, български революционер от ВМОРО[12]
- Голоб Марков, български революционер от ВМОРО[13]
- Деско Гьоршев Десков, български революционер от ВМОРО[14]
- Ефтим Стефан, арестуван през октомври 1903 година, обвинен в „даване на убежище на българските разбойници“, осъден на 5 години каторга, заточен в Диарбекир, амнистиран с общата амнистия от 12 април 1904 година[15]
- Кирил Стояновски (1909 - 1971), югославски партизанин и деец на НОВМ
- Климе Велянов Злетовчето, български революционер от ВМОРО
- Кръсте Георгиев Колов, български революционер от ВМОРО[16]
- Ламбе Георгиев Петков, български революционер от ВМОРО[12]
- Нестор Сърбинов, арестуван през октомври 1903 година, обвинен в „даване на убежище на българските разбойници“, осъден на 5 години каторга, заточен в Диарбекир, амнистиран с общата амнистия от 12 април 1904 година[15]
- Никола Кузман, арестуван през септември 1903 година, обвинен в „присъединяване към българските разбойници“, осъден на 5 години каторга, заточен в Диарбекир, амнистиран с общата амнистия от 12 април 1904 година[17]
- Сотир Янев Димов, български революционер от ВМОРО[14]
- Стоян Лакоец, деец на ВМОРО, войвода на четата от Злести по време на Илинденско-Преображенско въстание, осъден на смърт и разстрелян от ВМОРО на 9 септември 1903 година, тъй като предава оръжието си на турците.[18]
- Цветан Стрезо, арестуван през септември 1903 година, обвинен в „присъединяване към българските разбойници“, осъден на 10 години каторга, заточен в Диарбекир, амнистиран с общата амнистия от 12 април 1904 година[19]